# Constantine (série de televisão)
Constantine é uma série de televisão norte-americana de drama, fantasia e terror criada pelos roteiristas e produtores Daniel Cerone e David S. Goyer, baseada no personagem John Constantine da DC Comics, criado por Alan Moore, Stephen Bissette e John Totleben. Matt Ryan estrela como Constantine, um exorcista e detetive do ocultismo britânico que ativamente caça entidades sobrenaturais. A série foi ao ar na NBC de 24 de outubro de 2014 a 13 de fevereiro de 2015, ao longo de 13 episódios. Em 8 de maio de 2015, a NBC cancelou Constantine após apenas uma temporada devido a audiência que não correspondia aos padrões da rede.
Ryan reprisou seu papel como John Constantine em aparições como convidado em Arrow e como regular em Legends of Tomorrow, ambas séries da The CW, retroativamente definindo Constantine dentro do Universo Arrow.

## Enredo
John Constantine, um caçador de demônios e mestre do ocultismo, luta com seus pecados do passado enquanto protege os inocentes das convergentes ameaças sobrenaturais que constantemente invadem o mundo devido à "Escuridão Ascendente". Equilibrando suas ações na linha do bem e do mal, Constantine usa suas habilidades e um mapa de vidência sobrenatural para viajar através da país para enviar esses terrores de volta ao próprio mundo deles, tudo pela esperança de redimir sua alma do tormento eterno.

## Elenco e personagens

### Principal
- Matt Ryan como John Constantine: Enigmático e irreverente detetive sobrenatural.[2]
- Lucy Griffiths como Liv Aberdine: Uma garota que brevemente trabalhou com Constantine para banir um demônio que a estava perseguindo. Griffiths foi escalada e creditada como uma regular da série para o piloto;[2] no entanto, ela foi retirada da série quando a produção dos episódios seguintes começou.[3]
- Angélica Celaya' como Zed Martin: Uma artista com  habilidades psíquicas que acha Constantine intrigante o suficiente para segui-lo em seus exorcismos.[3]
- Charles Halford como Chas Chandler: Amigo e fiel companheiro de Constantine, que possui poderosas habilidades de sobrevivência.[2]
- Harold Perrineau como Manny: Um anjo autoritário designado para cuidar de Constantine.[2]

## Produção
Em 13 de janeiro de 2014, a National Broadcasting Company (NBC) encomendou o piloto para uma série de televisão baseada em John Constantine, personagem criado por Alan Moore, Steve Bissette e Jamie Delano, em 1985, que aparece em publicações da DC Comics. Em 19 de janeiro de 2014, Robert Greenblatt, presidente da NBC, falou que a série será engraçada e assustadora. "Não conheço os quadrinhos da DC muito bem, mas há coisas sombrias e interessantes [em Constantine]. Mas há também um lado espirituoso. O tom é divertido, apesar das coisas sobrenaturais serem assustadoras", disse o executivo.
A série foi desenvolvida por Daniel Cerone, criador da série Motive, e David S. Goyer, que já adaptou várias propriedades da DC para o cinema, como a Trilogia The Dark Knight e Man of Steel, com o episódio piloto dirigido por Neil Marshall. No final de fevereiro de 2014, o ator galês Matt Ryan foi escolhido para interpretar o papel principal de Constantine.
O show permanecerá mais fiel aos quadrinhos do que o filme de 2005, embora Constantine não tem o hábito de fumar devido as restrições da NBC. "É algo que tivemos que abrir mão. A emissora não permite que as suas séries mostrem personagens fumando, apesar de essa ser uma característica marcante. Estamos tentando trabalhar com essa limitação, tentando incluir o máximo possível aspectos sobre esse assunto", explicou o diretor Neil Marshall.
Os produtores tinham planos de introduzir novos personagens dos quadrinhos para a televisão, como Monstro do Pântano, Zatanna e Espectro.

## Episódios
| #  | #  | Título                               | Dirigido por      | Escrito por                                                     | Exibição original       | Código de produção | Audiência (em milhões) |
| -- | -- | ------------------------------------ | ----------------- | --------------------------------------------------------------- | ----------------------- | ------------------ | ---------------------- |
| 1  | 1  | "Non Est Asylum"                     | Neil Marshall     | História: Daniel Cerone & David S. Goyer Roteiro: Daniel Cerone | 24 de outubro de 2014   | 296849             | 4.28                   |
| 2  | 2  | "The Darkness Beneath"               | Steve Shill       | Rockne S. O'Bannon                                              | 31 de outubro de 2014   | 3J5553             | 3.06                   |
| 3  | 3  | "The Devil's Vinyl"                  | Romeo Tirone      | Mark Verheiden & David S. Goyer                                 | 7 de novembro de 2014   | 3J5554             | 3.14                   |
| 4  | 4  | "A Feast of Friends"                 | John F. Showalter | Cameron Welsh                                                   | 14 de novembro de 2014  | 3J5555             | 3.47                   |
| 5  | 5  | "Danse Vaudou"                       | John Badham       | Christine Boylan                                                | 21 de novembro de 2014  | 3J5556             | 3.54                   |
| 6  | 6  | "Rage of Caliban"                    | Neil Marshall     | Daniel Cerone                                                   | 28 de novembro de 2014  | 3J5552             | 3.34                   |
| 7  | 7  | "Blessed Are the Damned"             | Nick Gomez        | Sneha Koorse                                                    | 5 de dezembro de 2014   | 3J5557             | 3.17                   |
| 8  | 8  | "The Saint of Last Resorts - Part 1" | TJ Scott          | Carly Wray                                                      | 12 de dezembro de 2014  | 3J5558             | 3.30                   |
| 9  | 9  | "The Saint of Last Resorts - Part 2" | Romeo Tirone      | Mark Verheiden                                                  | 16 de janeiro de 2015   | 3J5559             | 3.06                   |
| 10 | 10 | "Quid Pro Quo"                       | Mary Harron       | Brian Anthony                                                   | 23 de janeiro de 2015   | 3J5560             | 3.47                   |
| 11 | 11 | "A Whole World Out There"            | Tom Wright        | Davita Scarlett & Sneha Koorse                                  | 30 de janeiro de 2015   | 3J5561             | 3.29                   |
| 12 | 12 | "Angels and Ministers of Grace"      | Sam Hill          | Christine Boylan                                                | 6 de fevereiro de 2015  | 3J5562             | 2.96                   |
| 13 | 13 | "Waiting for the Man"                | David Boyd        | Cameron Welsh                                                   | 13 de fevereiro de 2015 | 3J5563             | 3.30                   |

## Web série
DC Entertainment lançou uma web série de animação clay-stop motion chamada John Con Noir. A web série foi desenvolvida por Cool Town Creations para apoiar a petição para a série de TV ser renovada para uma segunda temporada.  O primeiro capítulo foi lançado em 16 de janeiro de 2015 no site oficial e conta no YouTube da DC Comics.